# فرار (فیلم ۱۹۷۵)
فرار (انگلیسی: Faraar) یک فیلم به کارگردانی شانکار موکرجی در سبک درام و جنایی است که در سال ۱۹۷۵ منتشر شد. از بازیگران آن می‌توان به آمیتاب باچان، سانجیو کومار، و شارمیلا تاگور اشاره کرد.